# Trichoclea elaeochroa
Trichoclea elaeochroa är en fjärilsart som beskrevs av George Francis Hampson 1919. Trichoclea elaeochroa ingår i släktet Trichoclea och familjen nattflyn. Inga underarter finns listade i Catalogue of Life.